# William Allington
William Allington, né à une date inconnue et mort le 19 octobre 1446, est un homme politique anglais.

## Biographie
Ses ancêtres sont de Cornouailles, et il s'établit dans le manoir du village de Horseheath, dans le Cambridgeshire, tout à la fin du XIVe siècle. Travaillant dans l'administration, il est membre de l'entourage de John Holland, comte de Huntingdon et frère du roi Richard II, dans les années 1390. Il est trésorier de la ville de Calais (sous contrôle anglais) de février 1398 à août 1399. Dans les années qui suivent, il travaille dans l'administration du Cambridgeshire, comme escheator (chargé du transfert à la Couronne des biens tombés en déshérence), puis juge de paix. En juillet 1403 il est nommé trésorier de l'Échiquier irlandais, pour le compte de la Couronne d'Angleterre. Il quitte cette fonction en 1404, mais y est nommé à nouveau en juillet 1406, jusqu'en juin 1413 environ.
Il est élu député du Cambridgeshire à la Chambre des communes du Parlement d'Angleterre pour le parlement de 1410, et siège parmi les députés partisans du prince Thomas de Lancastre, par opposition au parti majoritaire, celui des proches du prince Henri ainsi que d'Henri et Thomas Beaufort qui dirigent de fait le pays. Il est député à nouveau au parlement d'octobre 1416. D'octobre 1417 à juillet 1418 environ il est fait membre du conseil du roi Henri V - conseil dirigé par le duc de Bedford, Jean de Lancastre, et qui gouverne l'Angleterre pendant que le roi poursuit la guerre de Cent Ans contre la France.
En janvier 1419, William Allington est fait membre d'une mission diplomatique chargée de négocier la paix avec les Français. En mai, il est nommé trésorier et receveur général du duché de Normandie, puis à partir de janvier 1420 de l'ensemble des terres conquises par les Anglais. Il conserve ces fonctions jusqu'en septembre 1422, et en est relevé à la suite de la mort du roi. En janvier 1424 il est nommé membre du conseil de régence du jeune roi Henri VI. En 1429 il est élu pour la troisième fois député, et ses pairs l'élisent à la présidence de la Chambre des communes. Il meurt en octobre 1446 et est inhumé à l'église du village de Horseheath. Son petit-fils William sera président de la Chambre à son tour dans les années 1470.